# Italská synagoga (Benátky)
Italská synagoga (italsky Scuola Italiana) je jednou z pěti, a zároveň nejmenší ze synagog v Benátkách.

## Historie
Italská synagoga byla postavena v roce 1575 ku potřebě italských Židů, nejchudší skupiny žijící v benátském Ghettu. Jako taková je i nejmenší a poměrně stavebně nejjednodušší ze všech pěti historických synagog. Stejně jako ostatní čtyři benátské synagogy (Německá, Španělská, Levantská a Kantonská) se spíše než sinagoga ("synagoga") užívá označení scuola ("škola"), což je v podstatě italský etnolektický ekvivalent aškenázského šůl.
Jendalo se o tzv. toleranční synagogu, tj. benátská vrchnost stavbu i její provoz tolerovala za předpokladu, že nebude nijak provokativně vyčnívat nad rámec profánní zástavby svého okolí. Proto také poměrně nevýrazná, i když charakteristická, fasáda budovy značně kontrastuje s bohatě zdobeným interiérem v renesančně-barokním slohu.
Synagoga byla obnovena do současné podoby během rozsáhlé rekonstrukce v roce 1970.

## Interiér
Synagoga, která je poměrně malá, pojme pouze dvě desítky věřících. Hlavní rysy místnosti jsou Pódiu a Aron. Pět velkých, půlkruhově lomených oken osvětluje interiér z jižní strany náměstí Campo Ghetto Nuovo.